# Москворецкий водопровод
Москворецкий водопровод — второй водопровод в Москве после Мытищинского, и первый — с забором воды из Москвы-реки. Построен по проекту Николая Петровича Зимина в две очереди — в 1900—1908 и 1908—1912 годах, запущен в 1903 году, неоднократно ремонтировался и достраивался.
Москворецкий водопровод был проложен от Рублёва, где Москва-река была наиболее чистой и соединён с сетью Мытищинского водопровода, впоследствии значительно расширен при реализации плана обводнения Москвы. На Рублёвском гидроузле Москворецкого водопровода впервые в России были установлены предварительные фильтры и качество воды было признано одним из лучших в мире.

## История

### Новый источник воды

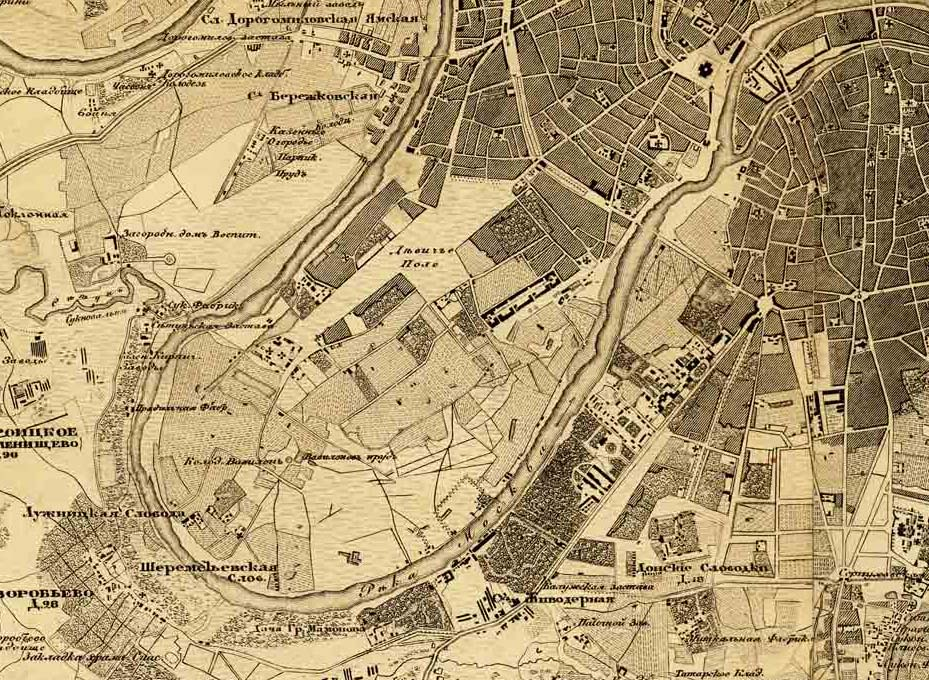
Девичье поле на фрагменте карты Москвы 1880 года

До постройки Москворецкого водопровода питьевая вода поступала в столицу только из Мытищинских ключей по новому Мытищинскому водопроводу, построенному в 1793 году. Из-за постоянного расширения городской черты и роста количества жителей, Мытищинский водопровод уже к 1892 году переставал справляться с потребностями города в воде. В 1895 году на заседании Московской городской Управы обсуждалась необходимость строить новую водопроводную систему. Некоторые учёные, в том числе Вильям Линдлей, предлагали использовать Москва-реку для решения проблем с недостатком воды в столице. Согласно результатам исследования доктора медицины М. Б. Коцына, на участках выше города река несла достаточно чистую воду, пригодную для питья после фильтрации.
4 сентября 1895 года в докладе № 116 городская управа запросила 115 тысяч рублей на разработку нового проекта, в бюджет были также заложены расходы на испытания новейших систем фильтрации воды и заграничные командировки специалистов. В числе прочих грант на командировку получил инженер Н. П. Зимин, четверть века заведовавший Московским водопроводом. По результатам этой поездки он предложил свою схему водоснабжения с применением новейших американских фильтров для очистки воды. Также Зимин предлагал увеличить противопожарную эффективность водопровода, именно он изобрёл современные пожарные гидранты.
Для рассмотрения плана Зимина в феврале 1898 года городская Дума собрала комиссию, по решению которой была построена опытная станция на Дмитровском поле, где производилось тестирование предложенных фильтров. Под руководством профессора гигиены С. Ф. Бубнова работу вёл отдел врачей и инженеров Гигиенического института Императорского московского университета. Думу устроили результаты тестирования: в январе 1899 года был утверждён новый план Москворецкого водопровода.
Встал вопрос выбора места начала системы водопровода и забора воды: некоторые участники заседания предлагали забирать воду у Мнёвников, тогда как проведение воды из Шелепихи было самым дешёвым в реализации. Технический персонал опытной станции выбрал село Спасское, находившееся выше значительно загрязнённой речки Ходынки. Однако ещё выше Спасского протекала загрязнённая речка Банька, на которой располагались фабрики. В конечном итоге правительственная комиссия выбрала местом начала участок между деревнями Рублёво и Луки, поскольку на протяжении 30 вёрст (32 км) выше Рублёва не было никаких промышленных предприятий.
Водопровод сей, снабжающий город Москву Москворецкою фильтрованную водою, сооружен в царствование Государя Императора Николая II при московском генерал-губернаторе великом князе Сергее Александровиче и при московском городском голове князе Владимире Михайловиче Голицыне трудами городского Общественного Управления и Высочайше утвержденной Комиссии под председательством инженера Ивана Федоровича Рерберга, главных инженеров Николая Петровича Зимина и Константина Павловича Карельских, производителей работ: инженеров Ивана Михайловича Бирюкова, Николая Аркадьевича Кузьмина, Александра Петровича Забаева и архитектора Максима Карловича Геппенера

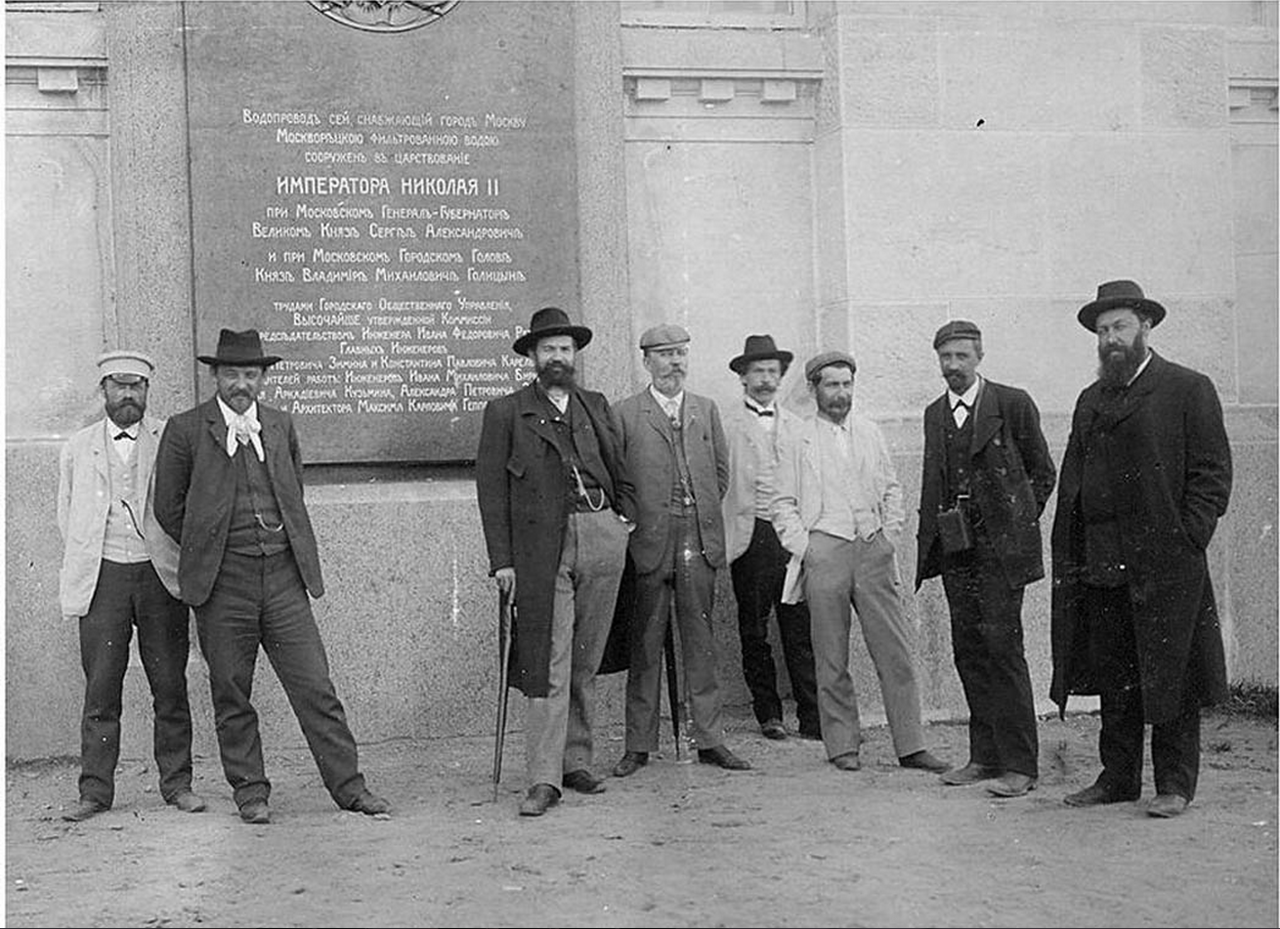
Специалисты Москворецкого водопровода у Воробьёвского резервуара

Вместе с ростом потребностей города в воде стала расти её жёсткость. Существовало предположение, что это происходило из-за размывания слоя юрской глины, подстилавшей водоносные пески, и обнажения глубинных пластов известняка. Планировалось, что открытие Москворецкого водопровода снизит забор воды из Мытищ и жёсткость воды также начнёт снижаться. Однако в действительности произошло иначе: уровень воды в колодцах стал расти, но и жёсткость продолжала увеличиваться.
В 1908 году городское управление образовало специальную комиссию из химиков, врачей, геологов и инженеров, которая должна была изучить причины этого явления и установить максимально возможный объём забора воды. Комиссия пришла к выводу, что жёсткость повышается из-за осушения торфяных болот в верховьях Яузы и может быть снижена только при повторном их затоплении. Рекомендовалось снизить количество откачиваемой мытищинской надъюрской (залегающей над юрскими глинами) воды до 1,25/2 млн вёдер в сутки. Количество железа и марганца в ней было настолько велико, что требовались предварительные аэрация и фильтрация для предотвращения зарастания труб осадками. Подъюрская (залегающая под глубокими известняками вода) оказалась значительно лучшего качества и именно её предложили использовать для увеличения подачи в город.

### Первая очередь строительства
Пока шло составление проекта Москворецкого водопровода, недостаток воды в городе становился всё острее. До окончательного утверждения проекта городская Дума зимой 1900 года выделила 1 млн 168 тысяч рублей на заказ 36-дюймовых труб. В марте этого же года предварительный проект был одобрен, на строительство первой очереди водопровода мощностью 3,5 млн вёдер было дополнительно выделено 15 млн 432 тысячи рублей. К июню был принят окончательный проект, и в смету добавили 642 тысячи 340 рублей.
Строительство системы Москворецкого водопровода разделили на четыре строительных периода по доставке воды в город и ещё два этапа — для распределения воды по городу. Первоначальный пропускной объём должен был составить 3,5 млн вёдер фильтрованной воды в сутки, постепенно его планировали довести до 14 млн. Проводная способность труб для пожаротушения планировалась в 700 вёдер в минуту чтобы справиться с тремя одновременными пожарами в разных частях города.
Городская Дума постановила не смешивать мытищинскую воду с москворецкой. Мытищинская вода должна была снабжать центр города между Садовой, Москвой-рекой и Яузой. Остальные районы должны были получать москворецкую воду, однако к 1913 году их пришлось смешивать, и объём Мытищинской достигал 10-30 %.

### Вторая очередь строительства
Собрание городской Думы 15 января 1908 выделило финансирование в объёме 3 млн руб. на начало второй очереди строительства, в которую входило сооружение второй линии трубопровода от Рублёвской станции до Воробьёвского резервуара. Также были запланированы следующие виды работ:
- установка на Рублёвской станции третьего комплекта насосов и паровых котлов;
- реконструкция отстойника на два отдела фильтров;
- увеличение ёмкости Воробьёвского резервуара на 2 млн вёдер. Благодаря этим мерам подача воды в город должна была вырасти до 3,5 млн вёдер в сутки[15].

В 1912 году 6,4 млн рублей добавили в смету на окончание второй очереди строительства. В этот этап вошли работы по установке шести новых английских фильтров, 22 новых предварительных фильтров, четвёртого комплекта водоподъёмных машин, второго поверхностного холодильника, пяти паровых котлов. Планировалось строительство увеличенного здания котельной, каменного здания конторы, железобетонного отстойника. Также запланировали укладку третьего 36-дюймового трубопровода от Рублёво до Воробьёвского резервуара, 40 вёрст распределительных труб внутригородской сети водопровода и третьей 36-дюймовой магистрали от Воробьёвского резервуара через Девичье поле до Смоленского рынка.

## Очистка воды

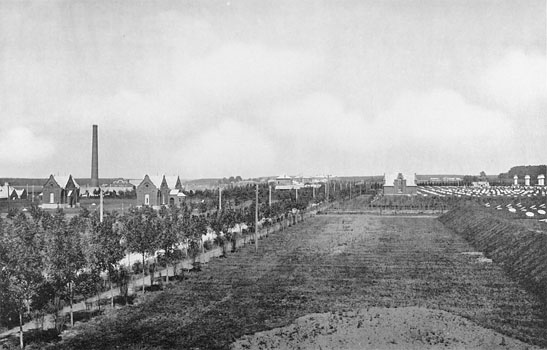
Машинное здание и английские фильтры на Рублёвской станции, 1913

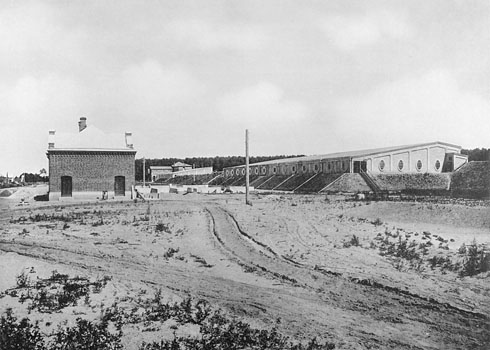
Пескомойка, здание коагулирования воды и предварительные фильтры, 1913

Для успешного функционирования водопровода недостаточно было просто подвести воду к городской сети, важно было сделать эту воду безопасной для питья. В начале XX века существовало две системы очистки воды — американская и английская. Американские фильтры стали применяться для очистки мутной речной воды в конце XIX века в Америке, откуда и получили своё название. Скорость фильтрации у них составляла до 10 м в час, тогда как у распространённых в Европе английских фильтров скорость не могла быть выше 0,1 м в час. Кроме того, при равной производительности в 1 млн ведёр в сутки, английским фильтрам требуется установочная площадь около гектара, тогда как американские могут быть помещены в небольшом здании.По результатам тестирования комиссия Бубнова предпочла английские фильтры как более надёжные. Из-за конфликта с руководством и несогласия с мнением комиссии, Зимин подал в отставку в 1902 году, поэтому запуск Москворецкого водопровода состоялся без него.
Как показала практика, английские фильтры в целом справлялись с очисткой москворецкой воды, однако во время паводков быстро засорялись. Вода в отстойнике двигалась не по всем сечениям и поэтому отстаивалась недостаточно хорошо. Кроме того, в период 3-4 недель после весенних паводков в воде появлялась желтизна, которую не могли устранить даже в лабораторных условиях. Для снижения цветности решено было использовать коагулянт — серно-кислый глинозём в объёме от 1,5 до 1,75 грамма на ведро. Однако часть коагулянта не оседала в отстойнике и попадала на фильтры, закупоривая их. Существующего на Рублёвской станции одного запасного отделения фильтрации было недостаточно. Очистка фильтров занимала много времени, часто последующие отделения засорялись ещё до того, как сотрудники успевали очистить предыдущие. Фильтры были рассчитаны на максимальную скорость в 100 мм/ч, после чистки скорость падала до 25 мм/ч и восстанавливалась только со временем.
В октябре 1903 года комиссия Бубнова занялась повышением эффективности эксплуатации английских фильтров. Для решения проблемы цветности инженеры установили дополнительные фильтры Puech, успешно использующиеся на тот момент в Париже. После испытаний были построены 16 новых отделений железобетонных фильтрации, каждое загружено гравием и крупным песком. Скорость очистки на предварительных фильтрах составляла до 1,5 м/ч. С 1905 по 1910 годы вода проходила сначала через предварительные фильтры Puech, оставляя на них коагулянт, и дальше поступала на английские фильтры уже без грубых примесей, что позволяло увеличить скорость работы последних вдвое.

## Основные сооружения

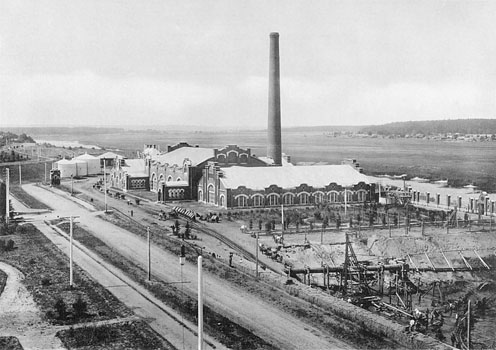
Рублёвская насосная станция, 1913

### Рублёвская станция
Рублёвский гидроузел, расположенный в 228 км от устья Москва-реки, относится ко второму классу гидросооружений. Общая длина Рублёвской плотины и ГЭС — 85,38 м. Рублёвская водопроводная станция заложена 15 июля 1901 года, начала функционировать в 1902 году. Проектная производительность станции — 175 тыс. м³ в сутки. В 1934 году были построены и запущены ГЭС и Рублёвское водохранилище. В 1935 году в состав Рублёвского гидроузла были включены Черепковские очистные сооружения.
Гидроузел реконструировался в 1960—1970 годах: заменены фильтры, построены новые насосные станции и водозабор. В 2008 году введён в экспулатацию новый блок гидроузла с озонированием воды, построен новый резервуар на Воробьёвых горах.
Первая Рублёвская ГЭС использовалась до 1996 года, её модернизацию сочли экономически нецелесообразной.
На территории современного Рублёвского гидроузла функционируют четыре технологические линии, но сохранились исторические постройки Москворецкого водопровода. Сам гидроузел продолжает расширяться и модернизироваться, осенью 2017 года планируют запустить новый блок очистных сооружений.

### Воробьёвский резервуар

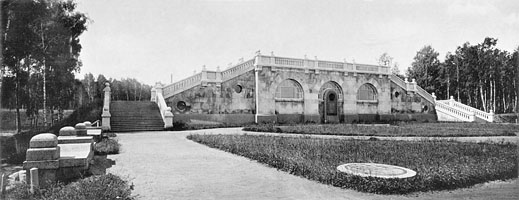
Павильон Воробьёвского резервуара, 1913

Воробьёвский резервуар построили в 1902 году, для него выбрали одно из красивейших мест города — землю бывшего дворца Ивана Грозного. В начале XIX века здесь начиналось строительство Храма Христа Спасителя под руководством архитектора А. Л. Витберга. В своём дневнике инженер начальник станции И. М. Бирюков вспоминал:

«При вырытии котлована под этот резервуар были найдены остатки (печные изразцы) сгоревшего дворца Ивана Грозного, а по откосам Москвы-реки — части фундамента предполагавшегося к постройке Храма Спасителя».
Ёмкость резервуара составляла примерно 170 тыс. м³, надземный павильон облицевали мрамором и серым гранитом и окружили сквером.
К 2017 году сохранился павильон Воробьёвского резервуара, он относится к режимным объектам Мосводоканала и закрыт для посещения.

## Итоги строительства

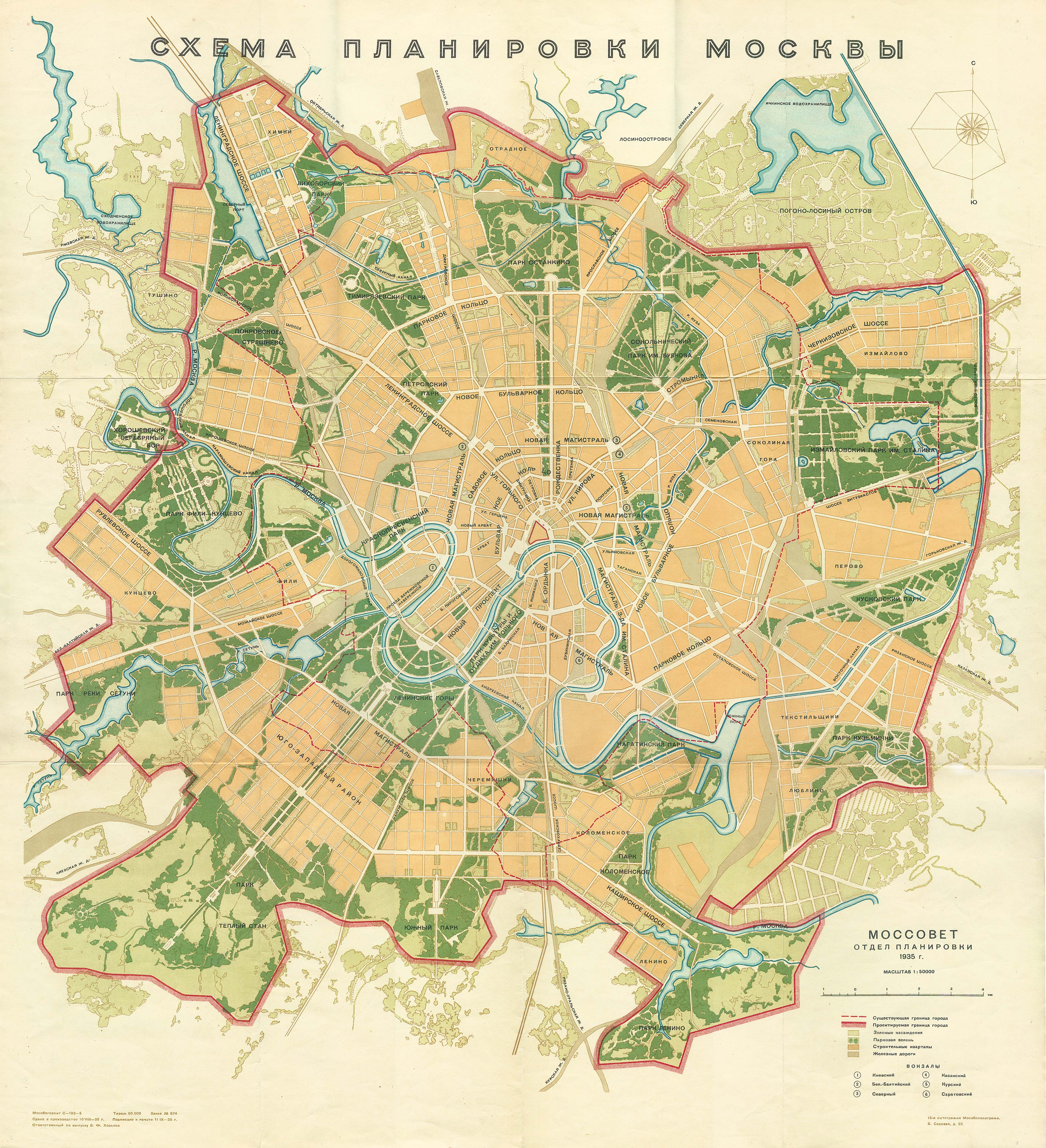
Генеральный план реконструкции Москвы с новыми водоёмами, 1935

В 30-х годах XX века начался новый этап развития московского водопровода. К этому времени ресурс реки Москвы, как источника водоснабжения, был практически исчерпан. Уже спустя десять лет после ввода Москворецкого водопровода в эксплуатацию стало ясно, что в существовавшем виде он не сможет удовлетворить все нужды города. Прирост потребления воды только за 1912 год составил 700 тысяч вёдер в сутки, к 1920 общее потребление должно было достигнуть 13 млн 750 тыс. Поэтому на окончание постройки водопровода планировали потратить ещё 18,5 млн рублей. Хотя вода из Москворецкого водопровода была признана одной из лучших в мире по качеству, Москва-река вместе с притоками значительно пострадали от активного водозабора, в пределах города она была глубиной меньше метра и загрязнялась нечистотами. Эти проблемы водоснабжения города и здоровья его рек послужили толчком к разработке плана обводнения Москвы волжской водой и созданию канала Москва-Волга.

## Современность
После запуска канала имени Москвы в 1937 году, система Москворецкого водопровода была интегрирована в новую структуру Мосводоканала. По данным его официального сайта, на 2017 год он включает в себя:
- девять гидротехнических узлов;
- четыре станции водоподготовки;
- шесть городских насосных станций;
- 11 регулирующих узлов[41].

В 1917 году протяжённость сети Московского водопровода составляла 750 км, в 60-е годы она увеличилась до 4,7 тыс. км, а в 2000 году — до 9,5 тыс. км.
В настоящее время Мосводоканал обеспечивает питьевой водой 14,2 млн жителей столицы, использует новейшие методы фильтрации и безопасное обеззараживание воды гипохлоритом натрия вместо жидкого хлора.

## Список литературы
- Феденко И. И. Прошлое Москвы-реки // Канал имени Москвы. — М.: Изд-во Министерства речного флота СССР, 1948. — С. 38—41.
- К. Карельских. Краткое описание московских городских водопроводов. — Москва, 1913. — С. 3—130. — 130 с.
- Макаров О. Как напоили Москву // Популярная механика. — 2012. — № №1(111). — С. 82.
- Фильтры // Большая медицинская энциклопедия / Семашко Н. А.. — Москва: Государственное издательство биологической и медицинской литературы, 1936. — Т. 33. — С. 747.
- Баранова С. И., Беляев Л. А., Зиновьева О. А., Иофис М. А., Конохова Е. В., Озерова Н. А., Попова Л. В., Потапова Н. В., Рогачков Н. Б., Тархов С. А., Терентьев С. А., Цукор В. Д. Москва. Наука и культура в зеркале веков. Все тайны столицы. — М.: АСТ, 2014. — 608 с. — ISBN 978-5-17-080060-5.
- Зимин Н. П. Описание сооружений нового Мытищенского водопровода. Строительный период 1897-1906 гг.. — Москва: Издательство Московской Городской Думы, 1908. — 143 с.
- Кондратьев Л. И., Зборовская М. И., Зимнюков В. А., Кавжарадзе Г. В. О безопасности гидротехнических сооружений Рублёвского гидроузла // Природообустройство. — 2010. — № 3. — С. 29—38.
- Пупырев Евгений Иванович, Балова Ольга Александровна. Мытищинский водопровод. Как его история отразилась в русской живописи XIX века // Московский журнал. История государства Российского. — 2012. — Сентябрь (№ 9 (261)). — С. 70.
- Фальковский Н. И. История водоснабжения в России / отв. Ред. Шухер И. М.. — М.: Изд-во Министерства коммунального хозяйства РСФСР, 1947. — С. 147—152. — 286 с.
- Давыдов А. Н. Водоснабжение и качество питьевой воды в Москвы в XIX - начале XX веков // Historia Provinciae - журнал региональной истории. — 2018. — Т. 2, № 1. — С. 70—79. — doi:10.23859/2587-8344-2018-2-1-4.
- Кондратьев Л. И., Зборовская М. И.,Зимнюков В. А., Кавжарадзе Г. В. О безопасности гидротехнических сооружений Рублёвского гидроузла ( Рублёвской станции водоподготовки - РВС) // Природообустройство. — 2010. — № 3. — С. 29—38.
- Зимин Н. П. Снабжение города Москвы водою и охрана его от пожаров: Предвар. проект инж. Н. Зимина, зав. моск. водопроводами. — М.: Городская типография, 1883. — С. 13—15. — 172 с.